# Marcin Odlanicki Poczobutt
Marcin Odlanicki Poczobutt (en bielorruso: Марцін Адляніцкі-Пачобут; en lituano: Martynas Počobutas) (cerca de Grodno, 30 de octubre de 1728 – Daugavpils, 7 de febrero de 1810) fue un jesuita polaco-lituano, astrónomo y matemático. Profesor de la Universidad de Vilna durante 50 años, fue su rector de 1780 a 1799. 

## Carrera

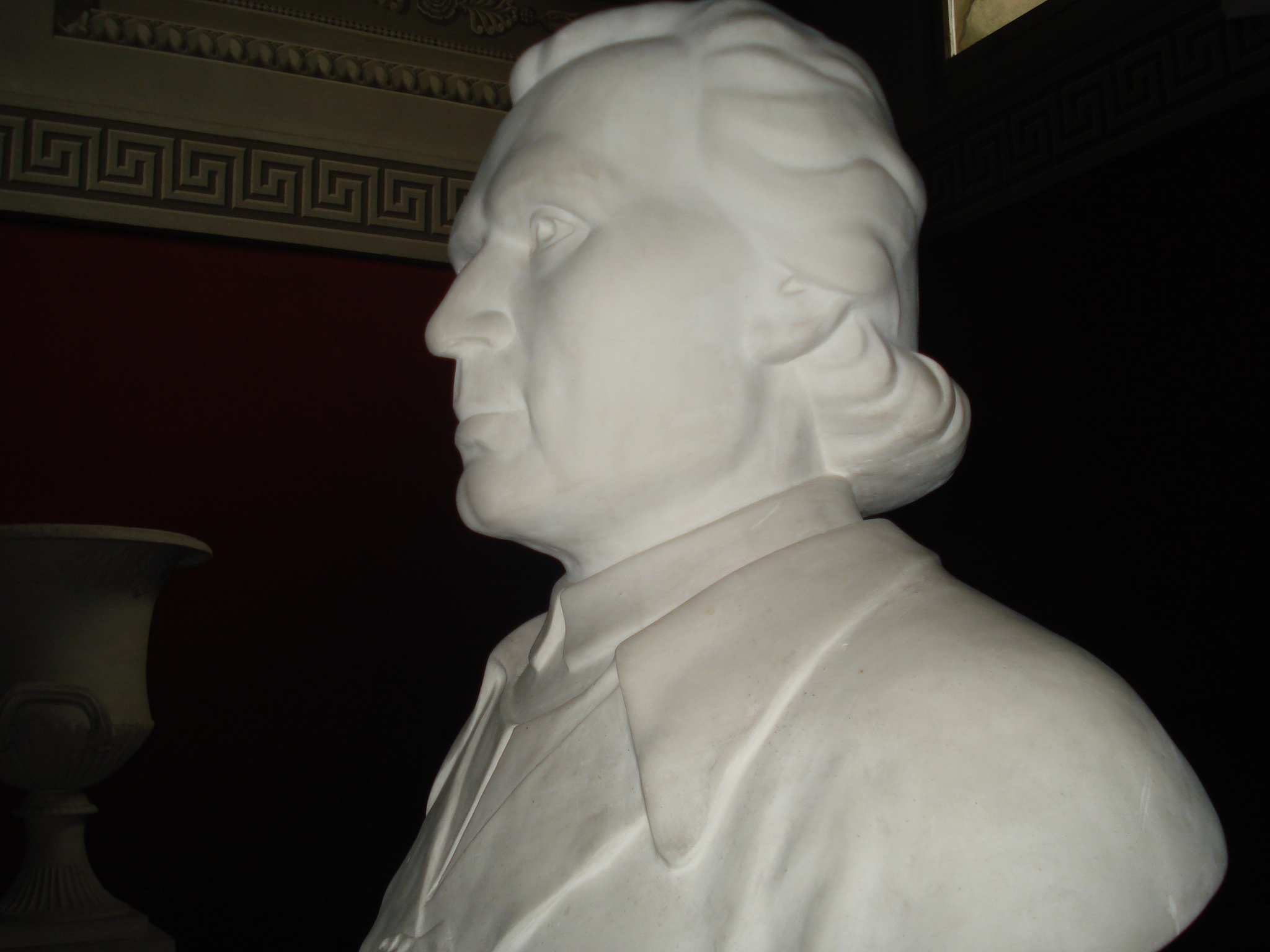
Busto de Poczobutt en la Universidad de Vilna

Poczobutt estudió en Universidad de Vilna (1745-1751) y en la Universidad Carolina de Praga (1754-1756). Con interrupciones breves, ejerció como profesor en la Universidad de Vilna entre 1753 y 1808. Patrocinado por Michał Fryderyk Czartoryski, amplió sus estudios en Francia, Italia, y Alemania de 1762 a 1764. Su estancia en el Observatorio de Marsella dirigido por Esprit Pézenas dirigió su carrera hacia la astronomía. Se doctoró en filosofía, tras lo que se convirtió en director del Observatorio Astronómico de Vilna en 1764. El observatorio, fundado por Thomas Zebrowski, estaba en sus etapas iniciales de desarrollo y Poczobutt realizó una ingente tarea para obtener instrumentos modernos.  A pesar de la supresión de los Jesuitas en 1773, el observatorio obtuvo el favor real del rey Estanislao II, que lo declaró observatorio real, siendo Poczobutt nombrado astrónomo real. En 1780 fue elegido rector por la Comisión de Educación Nacional, siendo encargado de reformar la universidad para transformar una escuela medieval concentrada en las humanidades (filosofía y teología), en una institución científica moderna. Bajo su dirección, la universidad mejoró sus enseñanzas científicas, las disciplinas médicas, y sus departamentos de leyes. Como rector de la universidad,  promovió el uso de latín y se opuso a cualquier empleo de las lenguas polaca o lituana.

## Trabajo científico

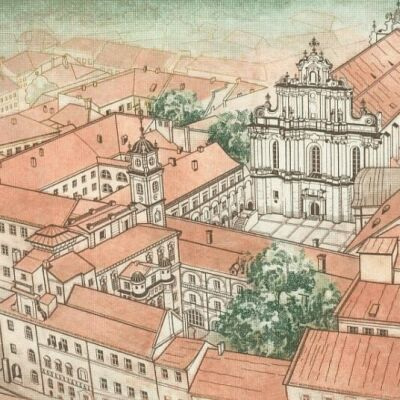
Patio del Observatorio de Vilna (detalle de un billete lituano)

Viajó a menudo a Londres, donde encargó equipamiento astronómico a los talleres de Jesse Ramsden y de John Dollond: un círculo meridiano de 4 pies en 1765, un telescopio acromático de 3.5 pies en 1770, cuadrante mural de 8 pies en 1777, y otro círculo meridiano en 1788. Otras compras incluyeron un octante, una montura ecuatorial, dos teodolitos y un sextante de 10 pies. El observatorio fue ampliado por el arquitecto Marcin Knackfus entre 1782 y 1788 para acomodar el nuevo equipamiento. Poczobutt observó eclipses solares y lunares, cometas y asteroides (incluyendo Ceres, Pallas y Juno), y coordenadas geográficas calculadas de poblaciones del Gran Ducado de Lituania (incluyendo Vilna y Hrodna). Además,  realizó mediciones de Mercurio para calcular su órbita; estos datos fueron utilizados más tarde por Joseph Lalande. Describió una constelación de 16 estrellas, bautizada con el nombre Taurus Poniatovii en honor del apellido del rey de Polonia, Poniatowski (el nombre ha quedado obsoleto, y se considera como parte de Ophiuchus). El registro de sus observaciones ocupan 34 volúmenes. En 1770 se convirtió en el primer científico que recogió sistemáticamente datos de temperatura en Lituania (se conservan los registros continuos desde 1777).

## Reconocimientos
- Fue elegido Miembro de la Royal Society en 1771.
- Miembro correspondiente de la Academia de Ciencias de Francia en 1778.
- Miembro de la Orden de San Estanislao en 1785.
- Condecorado con la Orden del Águila Blanca en 1793.[3]

## Eponimia
- El cráter lunar Poczobutt lleva este nombre en su memoria.[9]